# Цзоцзян
Цзоцзян (кит. спр. 左江, піньїнь: Zuǒjiāng, в'єт. Tả Giang, букв. Ліва річка) — річка в Гуансі-Чжуанському автономному районі, КНР.
Вона починається у повіті Лунчжоу префектури Чунцзо і зливається з Юцзян («Права річка») поблизу Наньніна, чим утворює річку Юнцзян. Ці річки є частиною системи Сіцзян, яка впадає в Південнокитайське море поблизу Гуанчжоу.
На річці Цзоцзян знаходиться каскад з трьох ГЄС (Zuǒjiāng, Xiānfēng та Shānxiù).